# Библиотеката
„Библиотеката“ е телевизионно предаване за литература и книжна култура. Излъчва се всеки понеделник от 23:30 по БНТ 1.
В периода 2015 – 2018 г. се излъчва директно от Националния център за книгата в НДК всяка събота от 9:00 до 10:00 ч., след това от 13:00 до 14:00 ч. по БНТ 1. Водещи са Андрей Захариев и Георги Ангелов, след това Николай Колев и Надежда Московска.

## История
То е наследник на едноименното предаване от 2006 г., с автор и водещ Георги Тенев, по-късно се наследява от „Денят започва в библиотеката“ с водещ Андрей Захариев.

## Тематика
Телевизионното предаване е авторско. То е синтез между коментарно студио и преглед на новите заглавия на книжния пазар. Представят се актуални литературни и културни събития – конкурси, четения, панаири на книгата, фестивали, кампании, награди. Структурирано е около основен дебат, който се допълва с репортажи, анкети и различни гледни точки. Постоянна тема на предаването е връзката между публичността и словесността, авторството и морала и литературата и критиката.
През 2015 – 2016 г. в „Библиотеката“ са включени рубриките:
- „Битката на книгите“ с Йордан Ефтимов
- „Книга на седмицата“, в която се представя една книга от български книжари
- „Чели ли сте тази книга?“ със Светлозар Желев
- „60 секунди за една книга“, в която читател представя свой любим текст за една минута, репортажът се излъчва от „Читалнята“ в Градската градина пред Народния театър в София.[2]

През есента на 2016 г. в „Библиотеката“ са включени рубриките:
- „Без покритие“ със Силвия Чолева
- „Бавно четене“ с Александър Кьосев и Миглена Николчина[3][4][5][6][7][8][9][10][11][12][13][14]

След 2017 г. в „Библиотеката“ са включени рубриките:
- „Антиквариат“
- „Какво четат младите“ с Камен Филипов
- „Изборът на книжаря“
- „Писателите“
- „Книга на седмицата“
- „Какво чете...“
- „Изкуството на книгата“ с Антон Стайков
- „От небето до земята“ със Силвия Чолева и Марин Бодаков

| дата                 | тема                                                            | участници                                                                      |
| -------------------- | --------------------------------------------------------------- | ------------------------------------------------------------------------------ |
| 19 септември 2015 г. | Слово и свобода                                                 | Мария Стоянова, Тони Николов, Милена Цветкова и Иван Ланджев                   |
| 26 септември 2015 г. | Образованието по литература – вкусове, компромиси, канони       | проф. Адриана Дамянова, София Тодорова, Валентина Стоева и Веселин Симеонов    |
| 3 октомври 2015 г.   | Професия писател                                                | Силвия Чолева, Божана Апостолова и Тома Марков                                 |
| 10 октомври 2015 г.  | Литературните награди – между отговорността и компромиса        | Ева Кънева, Александър Шпатов, проф. Яни Милчаков и Румен Леонидов             |
| 17 октомври 2015 г.  | Българският исторически роман                                   | Владимир Зарев, Петър Маринков, Силвия Томова и Ангел Грозданов                |
| 24 октомври 2015 г.  | Литература извън книгите                                        | Надежда Московска, Валентин Дишев, Александър Кръстев и Августин Господинов    |
| 31 октомври 2015 г.  | „Да кажеш почти същото – превод в по-малко или превод в повече“ | Владимир Трендафилов, Владимир Левчев, Доротея Монова, Дария Карапеткова       |
| 7 ноември 2015 г.    | „Българската литература зад граница“                            | Светлозар Желев, Георги Господинов и проф. Джузепе Дел‘Агата                   |
| 14 ноември 2015 г.   | „Античната литература и съвременния човек“                      | Вяра Калфина, Доротея Табакова и Георги Гочев                                  |
| 21 ноември 2015 г.   | „Литературата създадена от и за деца“                           | Зорница Христова, Валентина Стоева, Юлия Спиридонова – Юлка и Венелин Пройков  |
| 28 ноември 2015 г.   | „Българската литература през 60-те“                             | Пламен Дойнов, Виолета Дечева, Недялко Йорданов и Димитър Бочев                |
| 5 декември 2015 г.   | „Литература и театър“                                           | Стефан Иванов, Елена Алексиева и Ясен Василев                                  |
| 12 декември 2015 г.  | „Иберийската литература“                                        | Лоренсо Силва, Маркус Хиралт Торенте и Хесус Мигел                             |
| 19 декември 2015 г.  | „Книга и визия“                                                 | Антон Стайков, Свобода Цекова, Дамян Дамянов и Чавдар Гюзелев                  |
| 9 януари 2016 г.     | „Постфеминизъм и литература“                                    | Миглена Николчина, Михаела Петрова и Александър Кьосев                         |
| 16 януари 2016 г.    | „Кой ще чете „Моята борба“?“                                    | Алберт Бенбасат, Стилиян Йотов и Георги Медаров                                |
| 23 януари 2016 г.    | „Еротика и литература“                                          | Георг Краев, Владимир Трендафилов и Ясен Атанасов                              |
| 30 януари 2016 г.    | „Книжното тяло като артефакт“                                   | Росен Петков, Виктор Паунов и Мария Вълкова                                    |
| 6 февруари 2016 г.   | „Къде ѝ е мястото на литературната критика?“                    | Амелия Личева, Камелия Спасова и Митко Новков                                  |
| 13 февруари 2016 г.  | „Литературата и периодичните издания“                           | Марин Бодаков, Сава Василев, Ани Бурова и Владимир Зарев                       |
| 20 февруари 2016 г.  | „Литература в миграция“                                         | Димитър Бочев, Николай Грозни, Захари Карабашлиев и Георги Цанков              |
| 27 февруари 2016 г.  | „Относно Еко“                                                   | Георги Каприев, Кристиан Банков и Ивайло Знеполски                             |
| 5 март 2016 г.       | „Съвременна българска поезия“                                   | Силвия Чолева, Кристин Димитрова, Стефан Иванов и Белослава Димитрова          |
| 12 март 2016 г.      | „От литературата на факта до белетристиката“                    | Тотка Монова, Димитър Кенаров, Владимир Шопов и Минка Златева                  |
| 19 март 2016 г.      | „Сценарият като литература и литературата като сценарий“        | Правда Кирова, Юрий Дачев, Георги Мишев                                        |
| 26 март 2016 г.      | „Книгата – продукт и символ. Класациите“                        | Митко Новков, Константин Йорданов, Бистра Шокарова и Дамян Яков                |
| 2 април 2016 г.      | „Хумор, сатира, забава“                                         | Весел Цанков, Росица Ташева, Симон Еди Шварц, Теди Москов                      |
| 9 април 2016 г.      | „Литературен вестник“ на 25“                                    | Камелия Спасова, Миглена Николчина и Георги Господинов                         |
| 17 април 2016 г.     | „Литература и политика“                                         | Бойко Пенчев, Елена Алексиева и Пламен Дойнов                                  |
| 23 април 2016 г.     | „Предизвикателството Уилям Шекспир“                             | Александър Шурбанов, Виолета Дечева и Петър Кауков                             |
| 30 април 2016 г.     | „Християнство и литература“                                     | Теодора Димова, Деян Енев и Калин Михайлов                                     |
| 7 май 2016 г.        | „Война и литература“                                            | Николай Аретов, Бойко Пенчев и Михаил Груев                                    |
| 14 май 2016 г.       | „Градът и съвременната българска литература“                    | Емил Андреев, Здравка Евтимова, Людмил Станев и Манол Пейков                   |
| 21 май 2016 г.       | „Диаболизмът в българската литература“                          | Александър Христов, Десислава Узунова, Владимир Полеганов и Кристина Йорданова |
| 28 май 2016 г.       | „От Алеко до Алек – писаният хумор срещу смеха зад кадър“       | Михаил Вешим, Николай Аретов и Йордан Ефтимов                                  |
| 4 юни 2016 г.        | „Пловдив чете“                                                  | Божана Апостолова, Георги Господинов, Веселин Тодоров и Амелия Гешева          |